# 福島県道155号飯坂瀬ノ上線
福島県道155号飯坂瀬ノ上線（ふくしまけんどう155ごう いいさかせのうえせん）は、福島県福島市にある一般県道である。

## 概要
- 起点：福島市飯坂町平野字殿田
- 終点：福島市瀬上町字町裏
- 総延長：4.538 km[1]
  - 実延長：総延長に同じ
- 路線認定年月日：1959年8月31日[2]

飯坂地区南部と瀬上地区を東西に結び、「瀬上街道」の通称で呼ばれている。ほぼ全線片側1車線で供用されているが、瀬上町市街地ではセンターラインのない狭隘区間がある。

## 地理

### 通過する自治体
- 福島市

### 接続路線
- 福島県道3号福島飯坂線（飯坂町平野字殿田 起点）
- 福島県道314号東湯野寺屋敷線（下飯坂字北畑）
- 福島県道353号国見福島線（瀬上町字荒町）
- 国道4号（瀬上町字町裏〈瀬上町裏交差点〉終点）

### 沿線
- 福島県立福島北高等学校